# Latinus Pacatus Drepanius
Latinus Pacatus Drepanius (4. század második fele) gall származású római szónok.

## Élete, művei
Burdigalában tanult, esetleg ott is működött. Barátságot ápolt Symmachusszal és a költő Ausoniusszal. Legismertebb szónoki műve a 389 nyarán I. Theodosius császár Magnus Maximus felett aratott győzelmét dicsőítő beszéde, amely a Panegyrici Latini című gyűjteménybe is bekerült, de már magyarul is olvasható Székely Melinda fordításában. Később Africa prokonzulja lett.

## Magyarul
- Pacatus dicsőítő beszéde Theodosius császárhoz; ford., jegyz., bev., tan. Székely Melinda; Martin Opitz, Szeged–Bp., 2019